# Ambassade de France en Afrique du Sud
L'ambassade de France en Afrique du Sud est la représentation diplomatique de la République française auprès de la république d'Afrique du Sud. Elle est située à Pretoria, la capitale du pays, et son ambassadeur est, depuis 2023, David Martinon. L'ambassadeur est aussi le représentant de la France auprès du royaume du Lesotho et de la république du Malawi.

## Ambassade
L'ambassade est située au 250 Melk Street, dans le quartier de Nieuw-Muckleneuk, au centre de la capitale Pretoria. Elle n'accueille pas de consulat. Les affaires consulaires sont gérées par le Consulat Général situé à Johannesburg.

## Histoire

### Le consulat du Cap
Le consulat de France au Cap est le plus ancien d'Afrique subsaharienne puisqu'il a été créé en 1803, et M. Gaillande a été nommé vice-consul du Cap de Bonne-Espérance, jusqu'à la prise de la ville par les Anglais en 1806. En juin 1817, le Comte des Escotais est nommé sous l'autorité du consulat général de France à Londres, avec les fonctions d'agent de commerce et de marine. Le vice-consulat fut érigé en consulat général par ordonnance du 20 août 1833. Les Domaines Français de Sainte-Hélène sont rattachés à cette circonscription consulaire depuis 2004. Un consul honoraire se trouve à Jamestown.

## Ambassadeurs de France en Afrique du Sud
| De   | À    | Ambassadeur            |
| ---- | ---- | ---------------------- |
| 1944 | 1949 | Emmanuel Lancial       |
| 1949 | 1956 | Armand Gazel           |
| 1956 | 1958 | Ludovic Chancel        |
| 1958 | 1968 | Georges Balaÿ          |
| 1968 | 1972 | Philippe de Luze       |
| 1972 | 1975 | Michel Legendre        |
| 1975 | 1978 | Jacques Schricke       |
| 1978 | 1981 | Bernard Dorin          |
| 1981 | 1984 | François Plaisant      |
| 1984 | 1988 | Pierre Boyer           |
| 1988 | 1991 | Jacques Dupont         |
| 1991 | 1995 | Joëlle Bourgois        |
| 1995 | 2001 | Tristan d'Albis        |
| 2001 | 2003 | Jean Cadet             |
| 2003 | 2006 | Jean-Félix Paganon     |
| 2006 | 2009 | Denis Pietton          |
| 2009 | 2013 | Jacques Lapouge        |
| 2013 | 2016 | Élisabeth Barbier      |
| 2016 | 2019 | Christophe Farnaud     |
| 2019 | 2022 | Aurélien Lechevallier, |
| 2023 | auj. | David Martinon         |

## Relations diplomatiques

### LeLesotho
Même si historiquement, les relations entre le Lesotho et la France sont anciennes, lorsque les premiers missionnaires protestants arrivent dans le pays en 1820, les relations politiques sont peu développées. Aujourd'hui, l'ambassadeur de France en Afrique du Sud est accrédité auprès du royaume du Lesotho et c'est l'alliance française à Maseru qui abrite les consulats honoraires de France et d'Allemagne. Auparavant, les ambassadeurs de France au Botswana (1970-1977), puis au Mozambique (1977-1991) étaient accrédités auprès du Lesotho.

## Consulats
Il existe sept consulats de France en Afrique du Sud : 
- le consulat général est basé à Johannesbourg. Il couvre six provinces (Limpopo, Mpumalanga, Gauteng, North West, Free State et KwaZulu-Natal) ainsi que le Lesotho, la Namibie, la Zambie et le Botswana[10].
- deux consuls honoraires, rattachés à Johannesbourg, sont basés à Durban et Maseru (Lesotho).
- un consulat au Cap : ce consulat, créé en 1803, est le plus ancien de l'Afrique subsaharienne. Il couvre trois provinces ainsi que Sainte-Hélène.
- trois consuls honoraires, rattachés au Cap, sont basés à Port Elizabeth, Sainte-Hélène et East London.

### Les domaines de Sainte-Hélène
Depuis 1857, les lieux napoléoniens de l'île de Sainte-Hélène, à savoir Longwood House, Le Pavillon des Briars et la Vallée du Tombeau, sont gérés par le ministère français des Affaires étrangères et sont des domaines français, bien qu'étant en territoire britannique. Depuis 2004, ces domaines sont rattachés au consulat de France du Cap et leur conservateur est consul honoraire.

### Communauté française
Le nombre de Français établis en Afrique du Sud est estimé à environ 8 500. Au 31 décembre 2016, 7 921 Français sont inscrits sur les registres consulaires en Afrique du Sud. Au 31 décembre 2014, les 7 629 Français étaient ainsi répartis entre les 2 circonscriptions : Johannesbourg : 4 609 • Le Cap : 3 020.
| 2001  | 2002  | 2003  | 2004  |
| ----- | ----- | ----- | ----- |
| 5 254 | 5 438 | 5 958 | 6 312 |

| 2005  | 2006  | 2007  | 2008  |
| ----- | ----- | ----- | ----- |
| 6 130 | 6 560 | 6 447 | 6 987 |

| 2009  | 2010  | 2011  | 2012  |
| ----- | ----- | ----- | ----- |
| 6 998 | 7 054 | 7 108 | 7 209 |

| 2013  | 2014  | 2015  | 2016  |
| ----- | ----- | ----- | ----- |
| 7 283 | 7 629 | 7 659 | 7 921 |

| 2017  | - | - | - |
| ----- | - | - | - |
| 8 109 | - | - | - |

### Circonscriptions électorales
Depuis la loi du 22 juillet 2013 réformant la représentation des Français établis hors de France avec la mise en place de conseils consulaires au sein des missions diplomatiques, les ressortissants français d'une circonscription recouvrant l'Afrique du Sud, le Botswana, le Lesotho, le Mozambique, la Namibie et le Swaziland élisent pour six ans trois conseillers consulaires. Ces derniers ont trois rôles : 
1. ils sont des élus de proximité pour les Français de l'étranger ;
2. ils appartiennent à l'une des quinze circonscriptions qui élisent en leur sein les membres de l'Assemblée des Français de l'étranger ;
3. ils intègrent le collège électoral qui élit les sénateurs représentant les Français établis hors de France.

Pour l'élection à l'Assemblée des Français de l'étranger, l'Afrique du Sud et le Lesotho appartenaient jusqu'en 2014 à la circonscription électorale de Johannesbourg comprenant aussi le Botswana, le Malawi, le Mozambique, la Namibie, le Swaziland, la Zambie et le Zimbabwe, et désignant un siège. L'Afrique du Sud et le Lesotho appartiennent désormais à la circonscription électorale « Afrique centrale, australe et orientale » dont le chef-lieu est Libreville et qui désigne cinq de ses 37 conseillers consulaires pour siéger parmi les 90 membres de l'Assemblée des Français de l'étranger. 
Pour l'élection des députés des Français de l’étranger, l'Afrique du Sud et le Lesotho dépendent de la 10e circonscription.